# Moseleya latistellata
Moseleya latistellata is een rifkoralensoort uit de familie van de Lobophylliidae. De wetenschappelijke naam van de soort is voor het eerst geldig gepubliceerd in 1884 door Quelch.